# Pingluo
Pingluo (chinesisch 平罗县, Pinyin Píngluó Xiàn) ist ein chinesischer Kreis, der zum Verwaltungsgebiet der bezirksfreien Stadt Shizuishan am Westufer des Gelben Flusses im Autonomen Gebiet Ningxia der Hui-Nationalität in der Volksrepublik China gehört. Pingluo hat eine Fläche von 2.608 km² und zählt 290.000 Einwohner. Sein Hauptort ist die Großgemeinde Chengguan (城关镇).
Der Marskrater Pinglo wurde 1976 nach der Stadt in Ningxia benannt.

## Sehenswürdigkeiten
- Beiwudang-Tempel